# Oreaden
De oreaden zijn nimfen uit de Griekse mythologie. Ze behoren tot een specifieke groep die men de dryaden noemt, nimfen van de bomen. De oreaden zijn beschermsters van de bergen, maar worden vaak ook gezien als bergnimfen in het algemeen. Aphrodite, godin van schoonheid en liefde, werd door de oude Grieken vaak geassocieerd met de oreaden.
Een van de bekendste oreaden is Echo. Ze had de vervelende gewoonte om bijna onophoudelijk aan het woord te zijn, totdat ze door Hera vervloekt werd. Vanaf dat moment kon zij slechts de woorden van anderen herhalen. Voor de oude Grieken vormde dit een verklaring voor het natuurlijke verschijnsel van de echo.
De oreaden waren:
- Britomartis
- Cynosura
- Cyllene
- Echo
- Nomia
- Oenone
- Pitys
- De Pleiaden